# Polysarcus
Polysarcus Fieber, 1853 è un genere di insetti ortotteri della famiglia Tettigoniidae.

## Distribuzione e habitat
Il genere è diffuso in Europa, Asia minore e Medio Oriente.

## Tassonomia
Il genere comprende le seguenti specie:
- Polysarcus denticauda (Charpentier, 1825)
- Polysarcus elbursianus (Uvarov, 1930)
- Polysarcus scutatus (Brunner von Wattenwyl, 1882)
- Polysarcus zacharovi (Stshelkanovtzev, 1910)
- Polysarcus zigana Ünal & Chobanov, 2013